# Canton d'Orbais
Le canton d'Orbais est une ancienne division administrative française du département de l'Aisne, puis celui de la Marne. Il est situé dans le district de Château-Thierry entre 1790 et 1795. Son chef-lieu était la commune d'Orbais (actuellement Orbais-l'Abbaye) et le canton comptait 8 communes.

## Histoire
Le canton est créé le 18 février 1790 sous la Révolution française,. 
Le canton a compté huit communes avec Orbais pour chef-lieu au moment de sa création : Le Breuil, Corribert, Corrobert, Margny, Orbais, Suizy-le-Franc, Verdon et La Ville-sous-Orbais. Il est une subdivision du district de Château-Thierry qui disparait le 5 Fructidor An III (22 août 1795). Le canton ne subit aucune modification dans sa composition communale pendant cette période.
Les habitants du canton réclament, dans une pétition, le 11 frimaire an VI (1er décembre 1797) son rattachement au département de la Marne. Cette pétition arrive devant l'administration départementale. Celle-ci l'accepte mais elle réclame en contrepartie le canton de Fismes qui serait rattaché au département. Cette demande aboutit à l'administration départementale de la Marne. Elle est d'accord sur la demande des habitants mais elle refuse la cession du canton de Fismes en contrepartie au département de l'Aisne, soutenue par la municipalité du canton de Fismes. Le ministère de l'Intérieur et le directoire décident dès lors de rattacher le canton d'Orbais à la Marne et de refuser la demande de compensation demandé par l'Aisne. La loi du 18 nivôse de l'an VII (7 janvier 1799) distrait le canton d'Orbais au département de l'Aisne pour être rattaché au département de la Marne,.
Lors de la création des arrondissements par la loi du 28 pluviôse an VIII (17 février 1800), le canton d'Orbais est rattaché à l'arrondissement d'Épernay.
Le canton disparaît le 29 fructidor an IX (16 septembre 1801) sous le Consulat. Les communes de Corribert, de Corrobert, de Margny, d'Orbais, de Suizy-le-Franc et de La Ville-sous-Orbais intègrent le canton de Montmort. La commune de Le Breuil est rattachée au canton de Dormans tandis que la commune de Verdon rejoint le canton de Montmirail. 

## Composition
Le canton est composé de 8 communes au moment de sa suppression en 1801. 
Le tableau suivant en donne la liste, en précisant leur nom, leur population en 1793, puis en 1800, leur cantons de rattachement de l'An X, et leur appartenance aux cantons actuels.

| Communes             | Population (1793) | Population (1800) | Canton de l'an X | Canton actuel                 |
| -------------------- | ----------------- | ----------------- | ---------------- | ----------------------------- |
| Le Breuil            | 420               | 443               | Dormans          | Dormans-Paysages de Champagne |
| Corribert            | 128               | 129               | Montmort         | Dormans-Paysages de Champagne |
| Corrobert,           | 125               | 178               | Montmort         | Sézanne-Brie et Champagne     |
| Margny               | 120               | 144               | Montmort         | Dormans-Paysages de Champagne |
| Orbais,              | 851               | 885               | Montmort         | Dormans-Paysages de Champagne |
| Suizy-le-Franc       | 204               | 218               | Montmort         | Dormans-Paysages de Champagne |
| Verdon               | 226               | 281               | Montmirail       | Sézanne-Brie et Champagne     |
| La Ville-sous-Orbais | 143               | 112               | Montmort         | Dormans-Paysages de Champagne |

## Évolution démographique
| 1793  | 1800  |
| ----- | ----- |
| 2 217 | 2 390 |

Histogramme

(élaboration graphique par Wikipédia)